# Queijo
Queijo (pronúncia em português: [ˈkejʒʊ]) é um alimento sólido que é feito a partir do leite de vacas, cabras, ovelhas, búfalas e/ou outros mamíferos. O queijo é produzido pela coagulação do leite. Isto é realizado, em uma primeira etapa, pela acidificação com uma cultura bacteriana e em seguida, empregando uma enzima, a quimosina (coalho ou substitutos) para transformar o leite em coalhada e soro. A coalhada sólida é então separada do soro líquido e prensada em forma de queijo.
Alguns queijos apresentam também bolores, tanto na superfície externa como no interior.
Existem milhares de tipos de queijos produzidos em todo o mundo. Diferentes estilos e sabores de queijo são o resultado do uso do leite de diferentes mamíferos ou do acréscimo de diferentes teores de gordura, empregando determinadas espécies de bactérias e bolores, e variando o tempo de envelhecimento e outros tratamentos de transformação. Outros fatores incluem a dieta animal e a adição de agentes aromatizantes tais como ervas, especiarias, ou defumação. A condição de pasteurização do leite pode também afetar o sabor final. O amarelo e o vermelho usados para colorir muitos queijos são o resultado da adição de colorau. Os queijos são consumidos puros ou como ingrediente de pratos diversos. A maioria dos queijos derretem ao serem aquecidos.
Para alguns queijos, o leite é coalhado acrescentando ácidos como o vinagre ou sumo de limão. A maioria dos queijos, no entanto, é acidificada, em menor grau por bactérias, que transformam os açúcares do leite em ácido láctico, seguido pela adição de coalho para completar a coagulação. O coalho é uma mistura de enzimas obtida tradicionalmente a partir do revestimento do estômago de bovinos jovens, mas agora também produzida em laboratório. Em Portugal a coalhação é efectuada predominantemente utilizando a flor do cardo (C. cardunculus spp. flavescens), do gênero Cynara. Atualmente existem alternativas vegetarianas para o coalho; a maioria delas obtida pela fermentação do fungo Mucor miehei.
O queijo é um bom complemento alimentar. É valioso por ser de fácil transporte, ter longa durabilidade e alto teor de gordura, proteína, cálcio e fósforo. O queijo é uma forma mais compacta de nutrição e tem uma validade mais longa que a do leite do qual ele é feito. Os produtores de queijos podem instalar-se próximos ao centro de uma região leiteira e beneficiarem-se do rápido acesso ao leite fresco, dos preços mais baixos do leite e das despesas menores com o transporte. A longa durabilidade do queijo faz com que o produtor possa armazená-lo e vendê-lo quando os preços estiverem altos ou quando necessitar de dinheiro.

## Etimologia

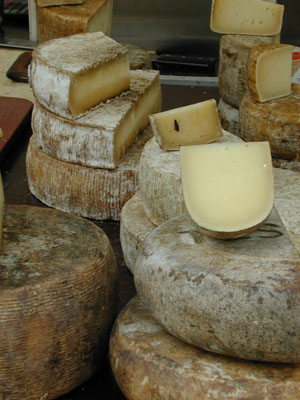
Queijos em uma banca do mercado de Basileia, Suíça.

A origem da palavra queijo parece se encontrar no latim popular caseus. A fonte mais antiga é provavelmente da raiz proto-indo-europeia *kwat-, que significa "fermentar, tornar ácido". Em português, a moderna palavra queijo surgiu por intermédio do espanhol queso, do ano 980, documentado em português sob a forma queso em 1188. Os derivados requesón e requeijão surgem no século XVI. No século XIX, por via culta, usou-se do elemento regular, de composição casei-, nos neologismos caseína, caseiforme, caseoso, etc. As palavras romena caş e a italiana cacio são também de origem latina; por sua vez a palavra em língua malaia e indonésia keju é derivada da portuguesa "queijo".
Na língua inglesa, a moderna palavra cheese vem de chese (em inglês médio) e cīese ou cēse (em inglês antigo). Palavras similares são compartilhadas por outras línguas germânicas ocidentais — frísio ocidental tsiis, neerlandês kaas, alemão Käse, alto alemão antigo chāsi — todas elas provavelmente vindas da raiz germano-ocidental *kasjus, que por sua vez é anteriormente derivada do latim.
A raiz celta que forma a palavra irlandesa cáis e a galesa caws são também relacionadas.
Quando os romanos iniciaram a produção de queijos duros para o suprimento de seus legionários, uma nova palavra começou a ser usada: formaticum, do latim caseus formatus, ou "queijo moldado". É a partir dessa palavra que derivou a palavra francesa fromage, antes formage, a italiana formaggio, catalã formatge, bretã fourmaj e provençal furmo.

## História

### Origens

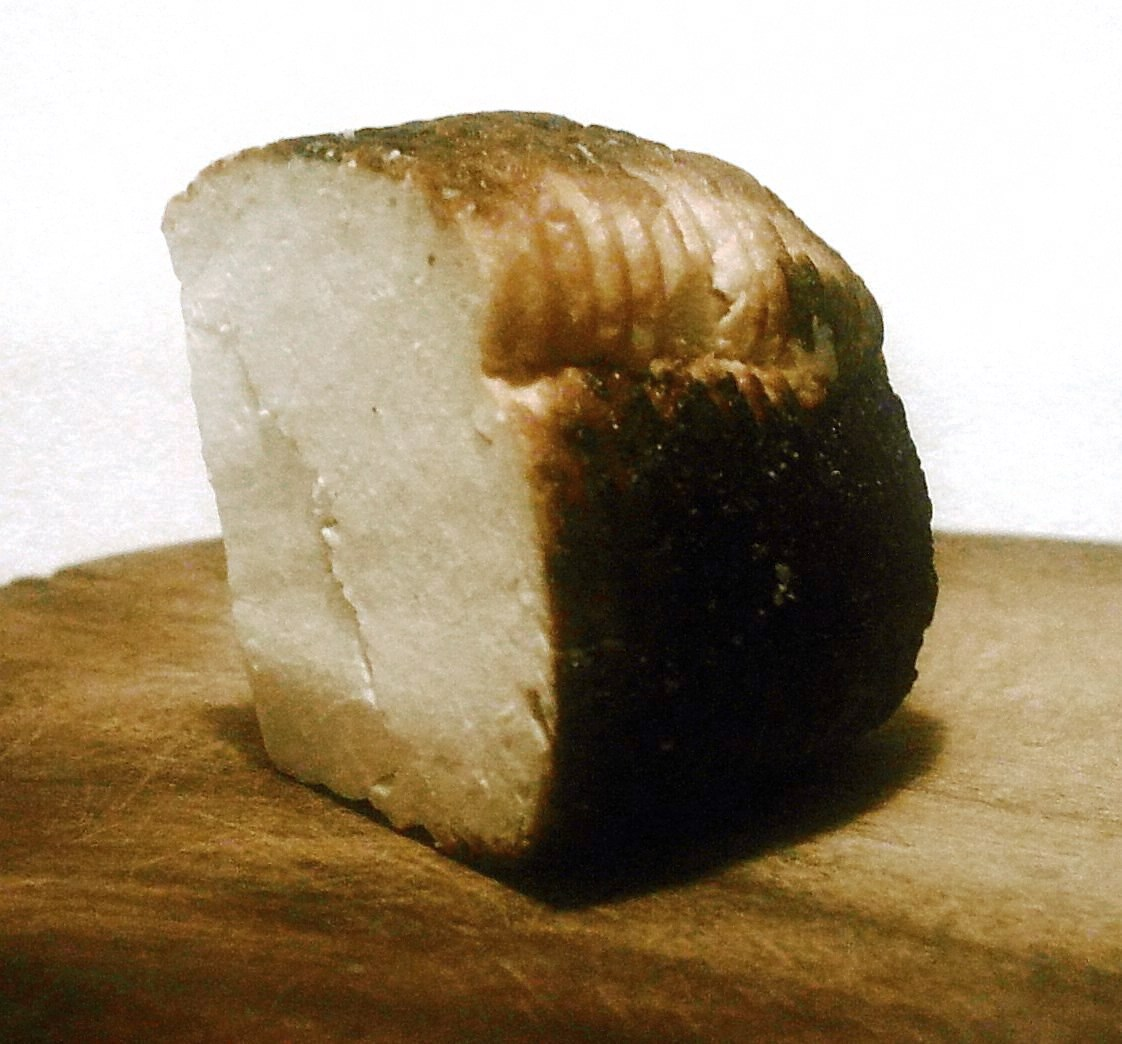
Um pedaço de ricotta, cozido no forno para aumentar seu prazo de validade.

O queijo é um alimento antigo. Não há qualquer evidência conclusiva indicando onde a produção de queijo teve origem, se foi na Europa, Ásia Central ou Oriente Médio, mas essa prática já havia se propagado na Europa antes mesmo dos romanos e de acordo com Plínio, o Velho, tinha se tornado um sofisticado empreendimento quando do início da formação do Império Romano.
Propor uma data para a origem do queijo pode variar desde aproximadamente 8000 a.C. (quando as ovelhas foram pela primeira vez domesticadas), até por volta de 3000 a.C.. O primeiro queijo pode ter sido feito por pessoas no Oriente Médio ou pelos povos túrquicos nômades da Ásia Central. Uma vez que peles de animais e órgãos internos inflados têm, desde os tempos antigos, servidos como recipientes para armazenar uma grande variedade de produtos alimentícios, é provável que o processo de produção do queijo tenha sido descoberto acidentalmente ao estocar o leite em um recipiente feito do estômago de um animal, resultando na transformação do leite em coalhada e soro pela quimosina do estômago. Há uma lenda muito divulgada sobre a descoberta do queijo por um comerciante árabe que costumava usar esse método de estocar leite. A lenda tem muitas variações individuais.
A produção de queijos pode também ter-se iniciado, independentemente disto, pela prensagem e adicionamento de sal ao leite coalhado a fim de preservá-lo. A observação de que o efeito de armazenar o leite em um recipiente feito de estômago de animal produzia coalhadas mais sólidas e de melhor textura, pode ter levado à adição deliberada de coalho no leite.
A mais antiga evidência arqueológica da produção de queijo foi encontrada no túmulo de Ptahmes, o prefeito da antiga cidade de Memphis. o queijo, de 3 200 anos de idade, foi feito a partir de uma mistura de leite de vaca e leite de ovelha ou de cabra. Evidências de queijo também foram encontradas em pinturas de uma tumba egípcia, datando de cerca de 2000 a.C.. É provável que os primeiros queijos tenham sido bastante ácidos e salgados, similares em textura ao rústico queijo cottage ou feta, um farelento, e saboroso queijo grego.
O queijo produzido na Europa, onde o clima é mais frio que do Oriente Médio, requer uma menor quantidade de sal para a sua preservação. Nas condições de menor quantidade de sal e acidez, o queijo torna-se um ambiente propício para uma grande variedade de micróbios benéficos e mofos, que são o que dão aos queijos mais velhos seus sabores característicos.

### China
Recentemente o Instituto Max Planck de Biologia Molecular e Genética, da Alemanha, analisou algumas peças descobertas no complexo de Tumbas de Xiaohe (na china) e constatou serem blocos de queijo, sendo assim, considerados um dos queijos mais antigos da humanidade e datadas de 1 650 anos a.C.

### Grécia Antiga e Roma

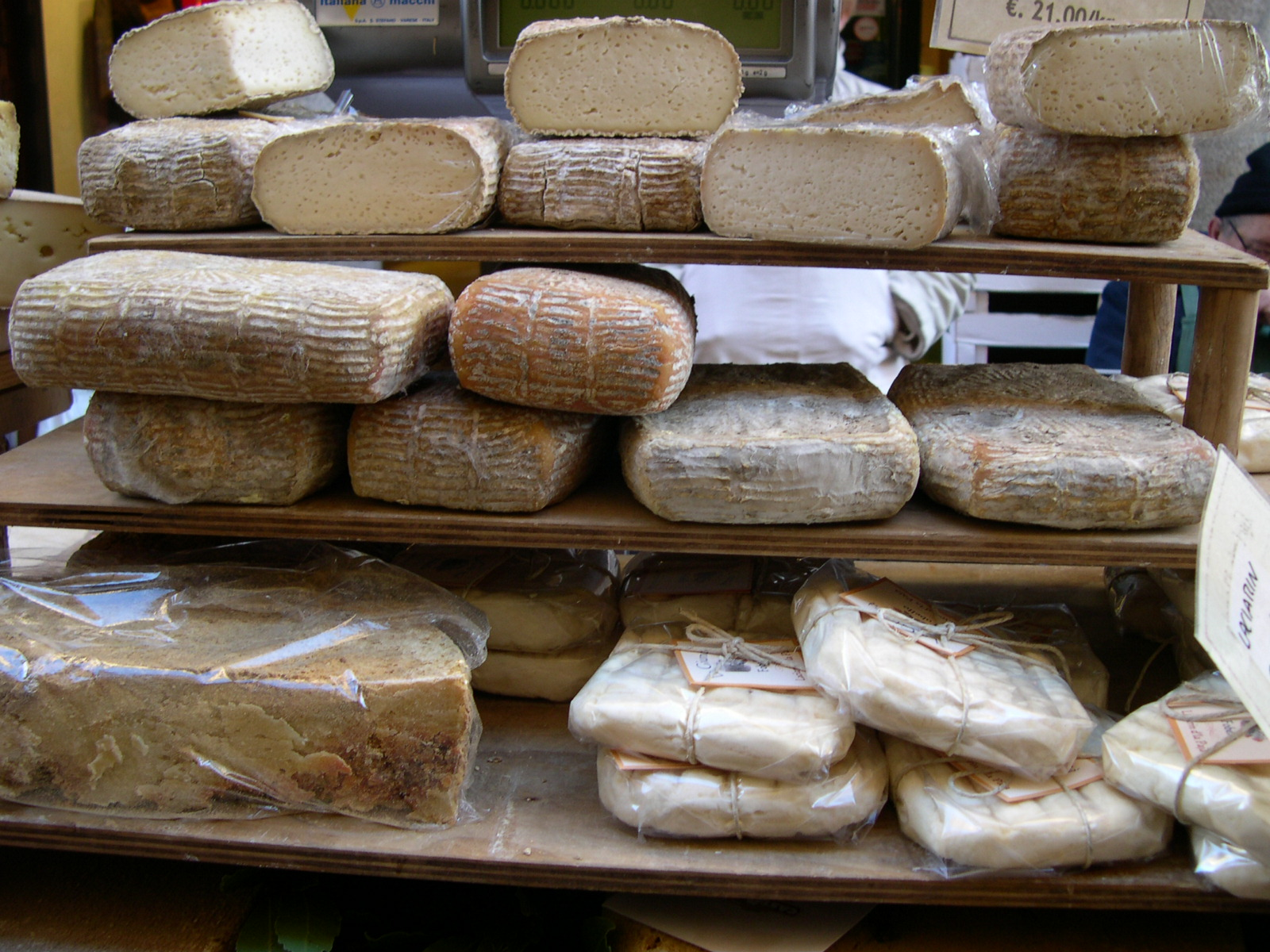
Queijos em um mercado da Itália.

A antiga mitologia grega creditou a Aristeu a descoberta do queijo. A Odisseia de Homero (século VIII a.C.) descreve o Ciclope fazendo e armazenando queijo do leite de ovelha e cabra. A tradução de Samuel Butler:
| “ | Nós logo alcançamos sua caverna, mas ele estava fora cuidando das ovelhas, então entramos e fizemos um levantamento de tudo que pudéssemos ver. Sua prateleira estava lotada com queijos, e ele tinha mais cordeiros e cabritos que seus currais podiam conter… Quando ele terminou, sentou-se e ordenhou suas ovelhas e cabras, tudo em seu devido tempo e, em seguida, levou cada uma delas para junto de suas crias. Ele coalhou metade do leite e colocou-o de lado em peneiras de vime. | ” |

Nos tempos romanos, o queijo era um alimento diário e sua produção uma arte muito desenvolvida, não muito diferente do que é feito hoje em dia. A obra escrita De Re Rustica (sobre as coisas do campo) de Columela (cerca do ano 65) descreve um processo de produção de queijo utilizando a coagulação do leite pelo coalho, separação do soro, salga e maturação. A Naturalis Historia (77) de Plínio dedica um capítulo (XI, 97) para descrever a diversidade de queijos consumidos pelos romanos do início do império. Ele afirmou que os melhores queijos vinham das aldeias perto de Nîmes, mas não tinham longa durabilidade e precisavam ser consumidos frescos. Os queijos dos Alpes e Apeninos eram notáveis por suas variedades, assim como ocorre hoje em dia. O queijo lígure era apreciado por ser feito apenas de leite de ovelhas e alguns queijos produzidos nas vizinhanças eram muito pesados. O queijo de leite de cabra era um gosto recente em Roma, aperfeiçoados com o "sabor medicinal" dos queijos similares da Gália através da defumação. Dos queijos de regiões fora do Império, Plínio dava preferência àqueles da Bitínia na Ásia Menor.

### Europa pós-clássica

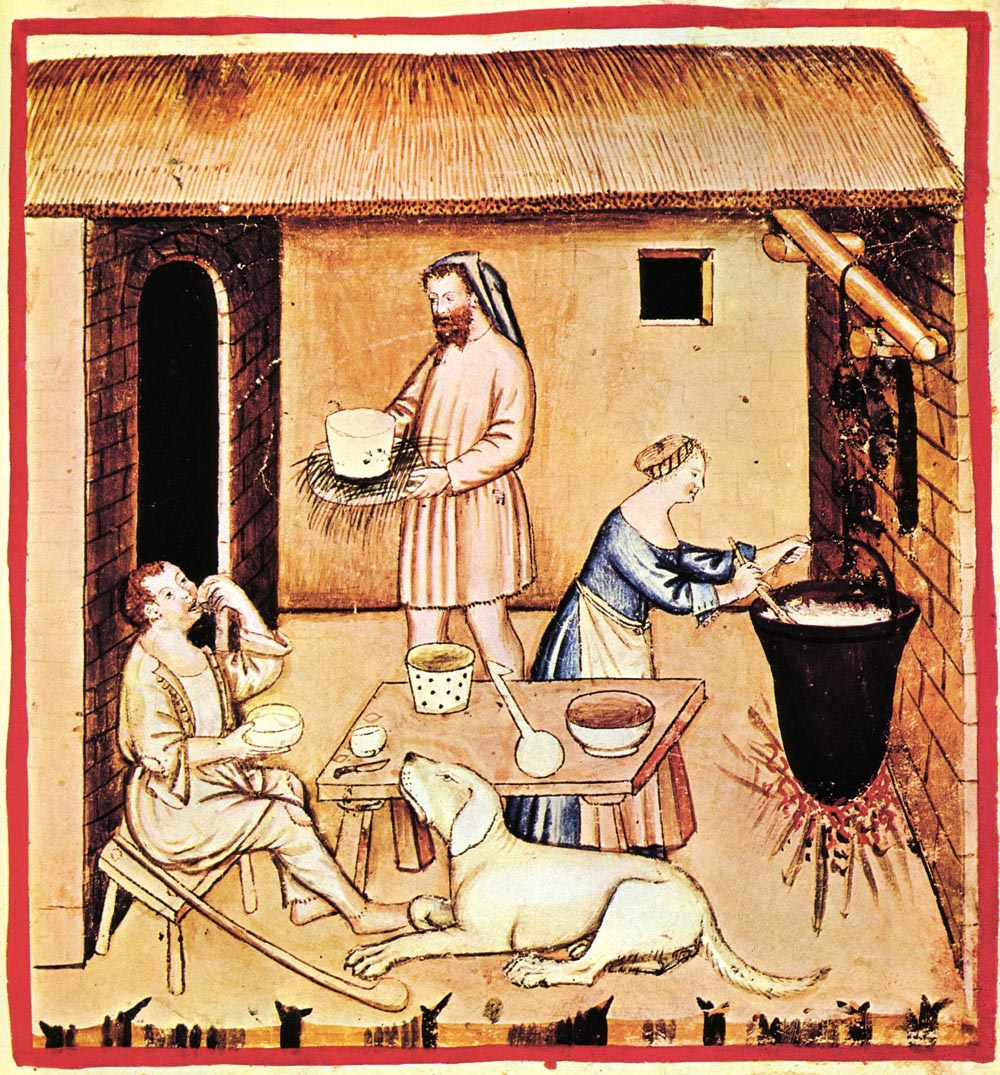
Queijo, Tacuinum Sanitatis Casanatensis (século XIV).

Roma difundiu uma padronização de técnicas na produção de queijos por quase toda a Europa, e introduziu sua produção em áreas onde não havia uma história anterior relacionada a ele. Quando houve o declínio de Roma e o comércio de longa distância diminuiu, o queijo na Europa ganhou uma maior diversificação, com vários locais desenvolvendo suas próprias técnicas de produção e de produtos.  A Câmara Britânica de Queijos alega que a Grã-Bretanha possui aproximadamente 700 locais distintos de produção de queijos; A França e a Itália têm talvez 400 cada. (Um provérbio francês diz que há um tipo diferente de queijo francês para cada um dos dias do ano, e Charles de Gaulle uma vez perguntou: "como você pode governar um país no qual existem 246 tipos de queijo?") Ainda assim, o avanço da arte da produção do queijo na Europa foi lenta durante os séculos que se seguiram à queda do Império Romano do Ocidente. Muitos dos queijos mais conhecidos hoje em dia foram pela primeira vez registrados no final da Idade Média ou depois dela— queijos como cheddar por volta de 1500, Parmesão em 1597, Gouda em 1697, e Camembert em 1791.
Em 1546, John Heywood escreveu em Proverbes que "a lua é feita de queijo verde". (Verde pode não estar referindo-se aqui a cor, como muitos atualmente pensam, mas ao fato de ser novo ou imaturo.) Variações deste sentimento foram por muito tempo repetidas. Embora algumas pessoas presumam que este era uma crença no período anterior à exploração espacial, é mais provável que Heywood tenha cometido um disparate.

### Era Moderna
Até a sua propagação moderna juntamente com a cultura europeia, o queijo era quase desconhecido das culturas orientais, inexistente nas Américas pré-colombianas e de uso apenas limitado na África submediterrânea, sendo generalizado e popular apenas na Europa e nas áreas fortemente influenciadas por suas culturas. Mas, com a disseminação, inicialmente através do imperialismo europeu, e mais tarde da cultura e alimentação euro-americanas, o queijo tem aos poucos tornado-se conhecido e cada vez mais popular em todo o mundo, embora ainda raramente sendo considerado parte das cozinhas étnicas locais fora da Europa, do Oriente Médio e das Américas.

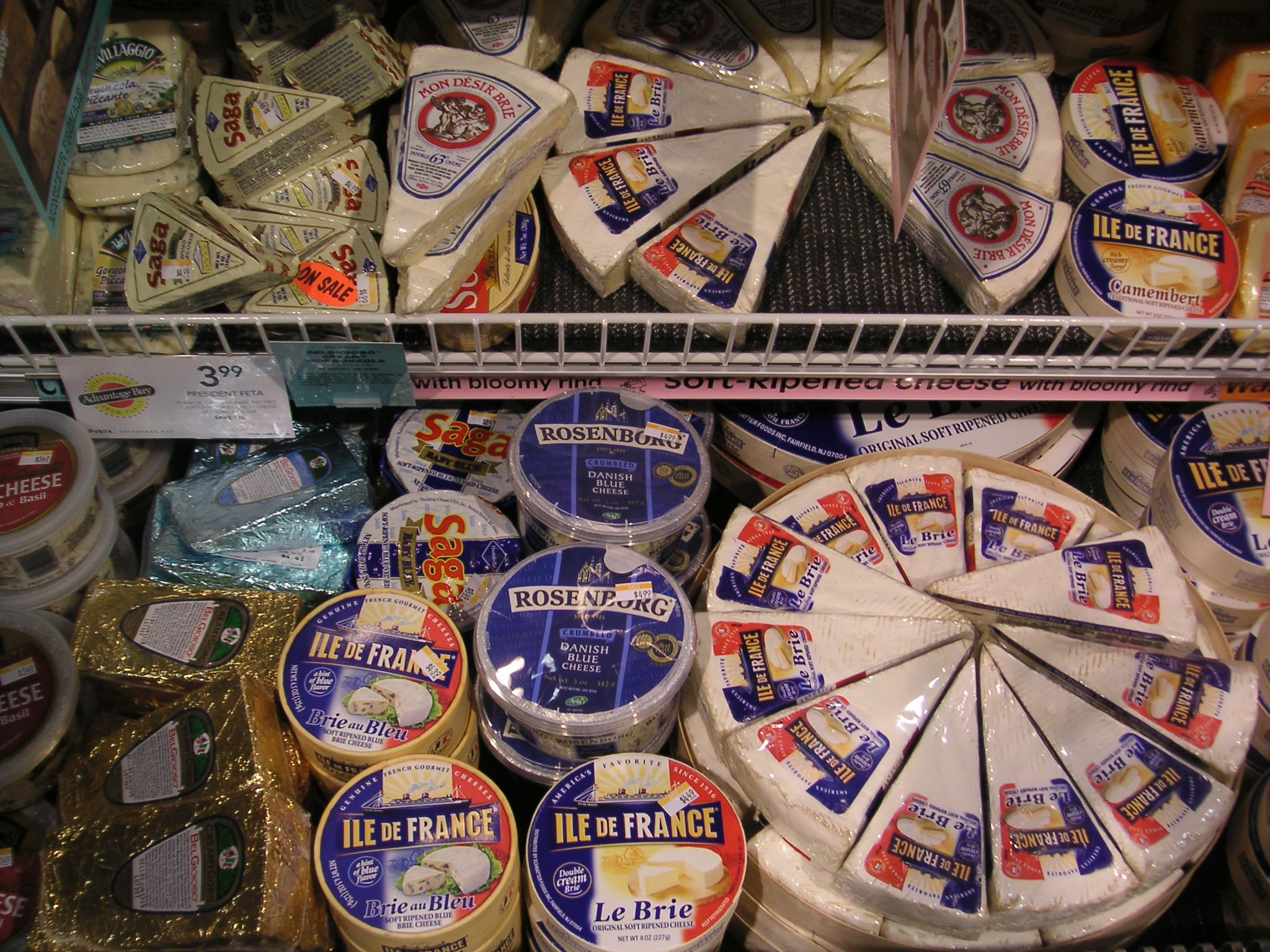
Queijos em um supermercado.

A primeira fábrica para a produção industrial de queijo começou a funcionar na Suíça em 1815, mas foi nos Estados Unidos da América onde a produção em larga escala teve pela primeira vez real sucesso. O crédito normalmente vai para Jesse Williams, um produtor de lacticínios de Roma, Nova Iorque, que em 1851 começou a produzir queijo em forma de linha de produção usando o leite de fazendas vizinhas. Em poucas décadas existiam centenas dessas associações de produtos lácteos.
Na década de 1860 iniciou-se a produção em massa do coalho e na virada do século cientistas estavam produzindo culturas micro bióticas puras. Até então, a bactéria da produção do queijo provinha do meio ambiente ou da reutilização de parte de uma quantidade anterior de soro; as culturas puras significaram um meio mais padronizado de produção do queijo.
O queijo industrializado ultrapassou a produção artesanal de queijo no período da Segunda Guerra Mundial e desde então, as fábricas têm sido as maiores fontes da maioria dos queijos na América e Europa. Atualmente, os estado-unidenses compram mais queijo processado que "real", industrializados ou não.

## Produção

### Coagulação

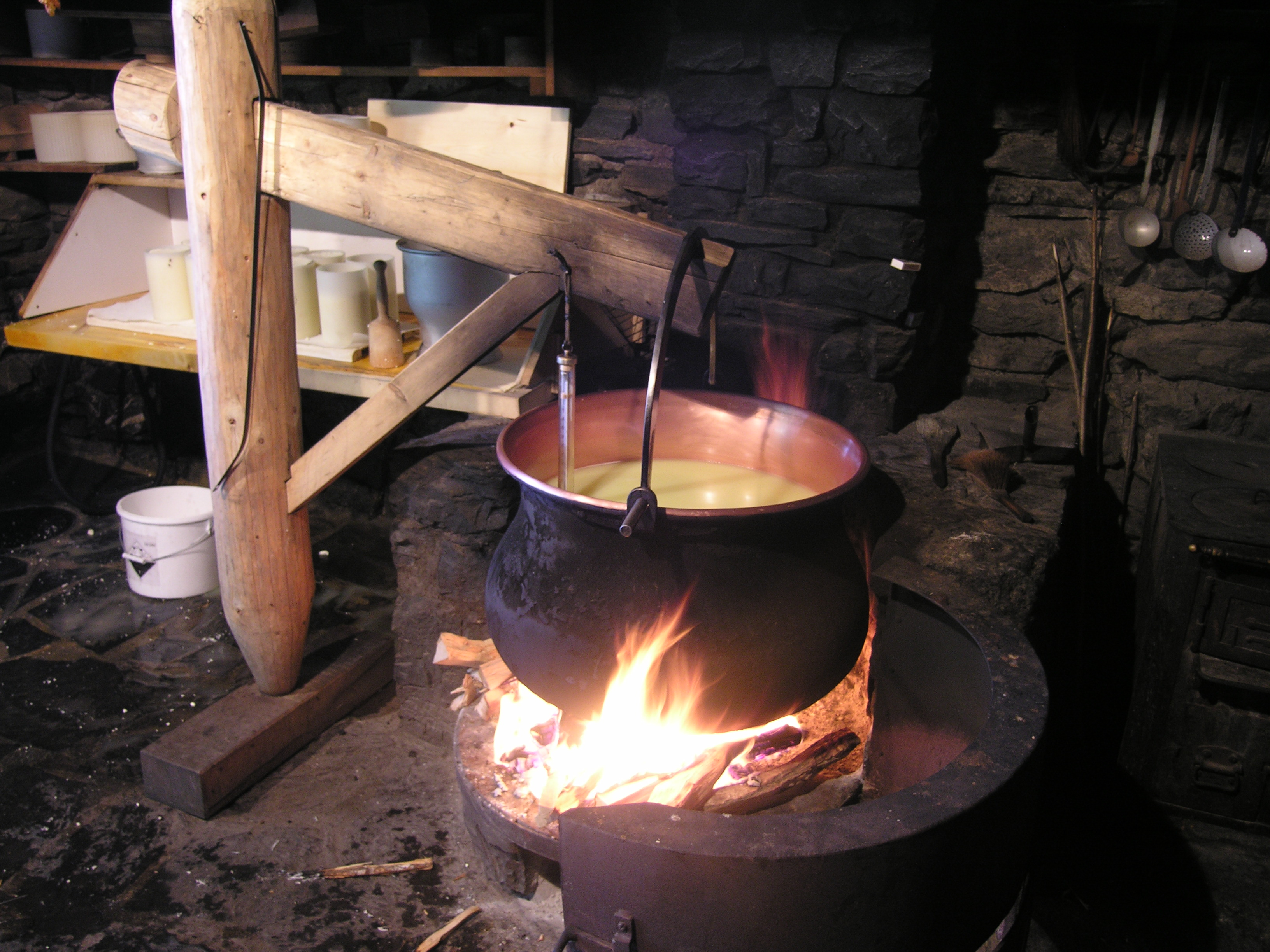
Antigo método suíço de produzir queijo (etapa de aquecimento). Se necessário, o suporte de madeira pode ser movimentado, afastando o caldeirão do fogo

O único passo estritamente necessário para se fazer qualquer tipo de queijo é separar o leite em coalhada sólida e soro líquido. Geralmente isso é feito pela acidificação do leite e adição da quimosina. A acidificação é feita diretamente pela adição de um ácido como vinagre, em alguns casos (paneer, queijo fresco), mas ao invés disso, normalmente são empregadas bactérias. Essas bactérias convertem os açúcares do leite em ácido láctico. As mesmas bactérias (e as enzimas que elas produzem) também desempenham um importante papel na variação dos sabores dos queijos amadurecidos. Na maioria dos queijos empregam-se bactérias como as Lactococci, Lactobacilli, ou Streptococci. Além destas, na Suíça ainda é utilizado a Propionibacter shermani, que produz bolhas de gás de dióxido de carbono durante a maturação do queijo, resultando no queijo suíço ou Emmental com seus característicos furos.
Alguns queijos frescos são coagulados apenas pela acidificação, mas a maioria deles utiliza também o coalho. O coalho dá uma consistência mais firme e gelatinosa ao queijo se comparado à frágil textura da coalhada produzida apenas pela coagulação ácida. Também permitem ter um nível mais baixo de acidez —importante porque as bactérias, que dão o sabor característico ao queijo, são inibidas em meios altamente ácidos. Em geral, as variedades de queijos menores, de massa mais mole, fresca são coagulados com uma proporção maior de ácido e menor de coalho, ao contrário dos queijos maiores, de massa mais firme e de maior durabilidade.

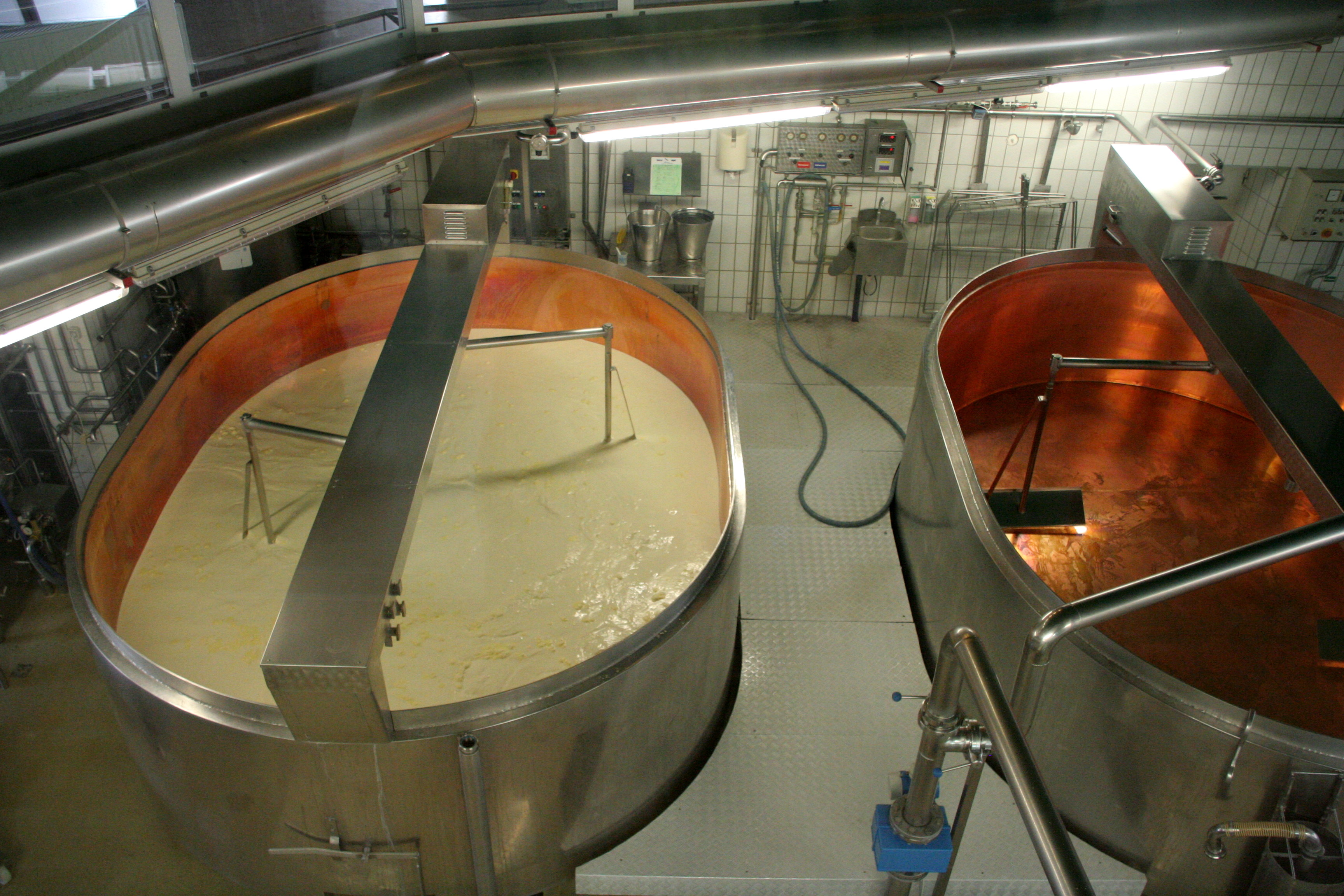
Durante a produção industrial do queijo Emmental, a coalhada ainda não utilizada é movimentada por misturadores rotativos.

### Processamento da coalhada
Neste ponto, o queijo adquiriu uma textura espessa e úmida. Alguns queijos de massa mole estariam praticamente prontos: eles são drenados, salgados, e embalados. Para a maioria dos queijos restantes, a coalhada é cortada no formato de pequenos cubos. Isto possibilita que a água seja drenada dos pedaços individuais de coalhada.
Alguns queijos duros são, em seguida, aquecidos a uma temperatura na faixa dos 35 e 55 °C. Isto faz com que o soro seja mais rapidamente drenado e também consegue-se alterações no gosto final do queijo, afetando a cultura bacteriana existente e a estrutura química do leite. Nos queijos que são aquecidos a temperaturas mais altas, são geralmente empregadas bactérias termófilas que sobrevivem a esta etapa, como as lactobacilli ou streptococci.
O sal desempenha vários papéis na produção do queijo além de adicionar-lhe o sabor salgado. Ele preserva o queijo da deterioração, extrai a umidade da coalhada, e firma a textura do queijo na interação com suas proteínas. Alguns queijos são salgados a partir do exterior com sal seco ou salmoura. A maioria dos queijos tem o sal misturado diretamente na coalhada.
Uma série de outras técnicas pode ser utilizada para dar as características finais de textura e sabor ao queijo. Alguns exemplos:
- Alongamento: (mozzarella, provolone) A coalhada é esticada e massageada em água quente, desenvolvendo um fino e comprido corpo fibroso;
- Cheddaring: (cheddar, outros queijos ingleses) O pedaço de coalhada cortada é repetidamente empilhado, expulsando mais umidade. A coalhada é também misturada (ou batida) por um longo período de tempo, e cortada em pedaços influenciando a textura do produto final;
- Lavagem: (edam, gouda, colby) A coalhada é lavada em água quente, reduzindo a sua acidez e contribuindo para um queijo de sabor mais suave.

A maioria dos queijos alcança sua forma final quando as coalhadas são prensadas em um molde ou forma. Nos queijos mais duros, uma pressão maior é aplicada. A pressão expulsa a umidade— os moldes são desenhados para permitirem que a água escoe— e fundem as coalhadas em um único corpo sólido.

### Amadurecimento

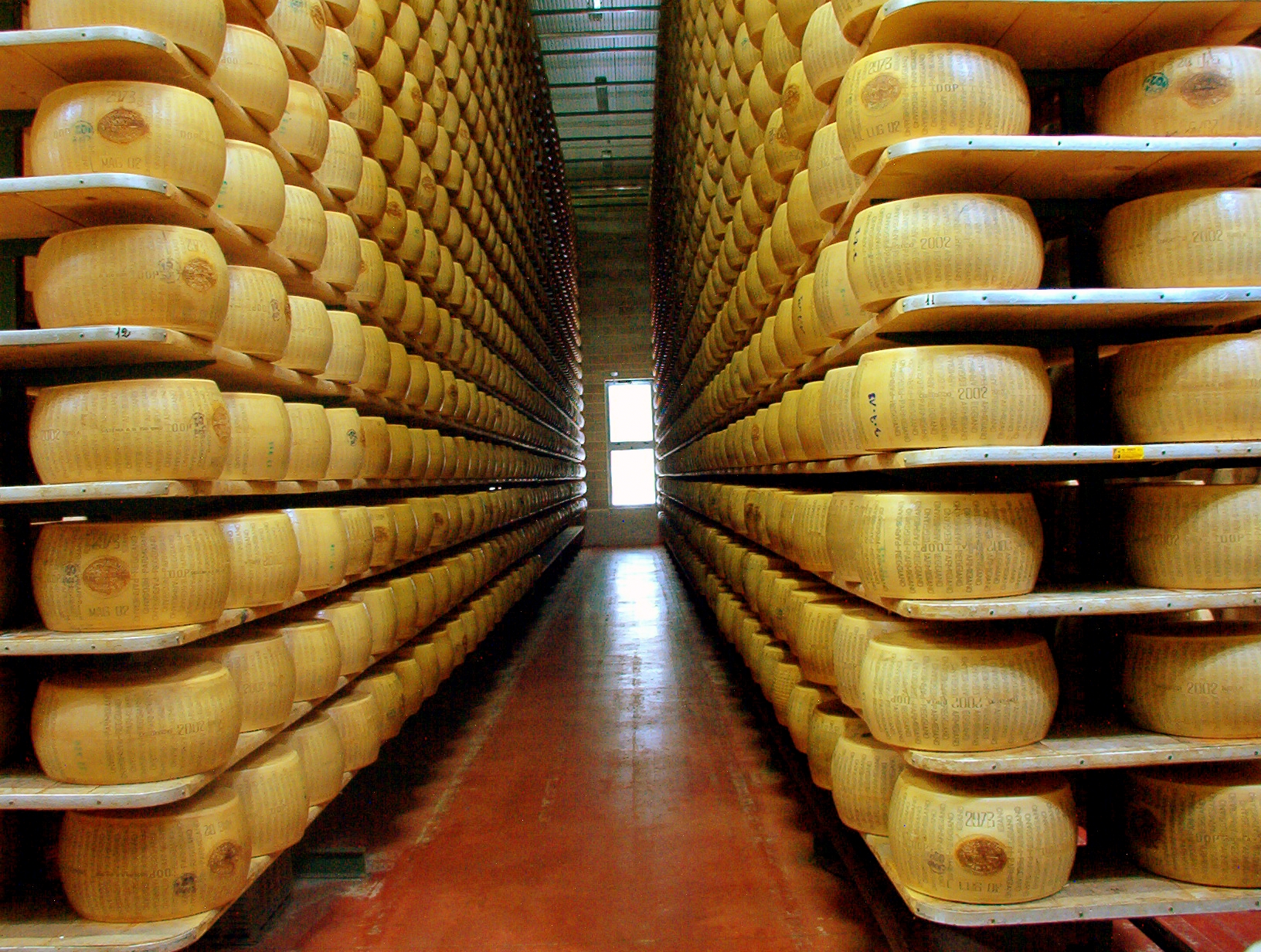
Parmigiano-Reggiano em uma fábrica moderna.

Um queijo recém produzido geralmente é salgado, ainda de sabor brando e, para a variedade de queijos duros, com a textura um tanto elástica. Estas qualidades são, por vezes, apreciadas—o queijo coalhado, por exemplo, é consumido poucas horas após ter sido produzido—mas, geralmente os queijos são deixados para descansar sob condições cuidadosamente controladas. Este período de amadurecimento (também chamado de envelhecimento, ou, em francês, affinage) pode durar de alguns dias a vários anos. Durante o amadurecimento do queijo, micróbios e enzimas transformam sua textura e intensificam seu sabor. Esta transformação é em grande parte em consequência da decomposição das proteínas da caseína e da gordura do leite em uma mistura complexa de aminoácidos, aminas e ácidos graxos.
Alguns queijos têm bactérias adicionais ou bolores intencionalmente introduzidos neles antes ou durante a maturação. Na produção tradicional de queijo, esses micróbios podem já estar presentes no ar do local do amadurecimento; eles simplesmente se alojam e crescem nos queijos armazenados. Hoje em dia é mais frequente serem utilizadas culturas preparadas, dando resultados mais consistentes e oferecendo menos restrições ao ambiente onde o queijo amadurece. Dentre esses queijos curados suaves estão o Brie e o Camembert, os queijos azuis, tais como o Roquefort, Stilton, Gorgonzola, e os queijos de casca grossa como o Limburger.

## Tipos de queijo

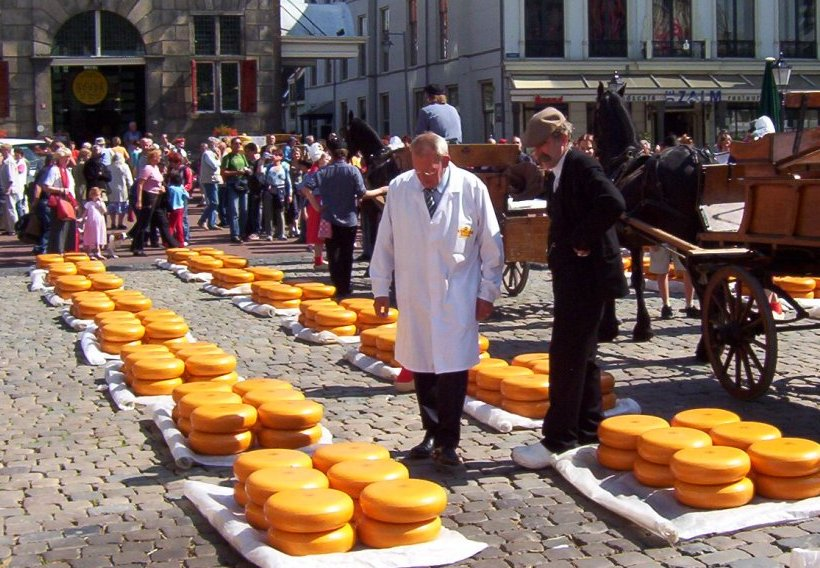
As famosas Rodas Douradas do Gouda no mercado de queijos, na cidade de Gouda.

### Fatores na categorização do queijo
Os fatores que são relevantes para a categorização dos queijos incluem:
- Tempo de maturação
- Textura
- Métodos de produção
- Teor de gordura
- Tipo de leite

### Lista de categorias de queijo
Nenhum esquema de categorização consegue reunir toda a diversidade de queijos do mundo.
Na prática, nenhum único sistema é empregado e diferentes fatores são enfatizados na descrição de diferentes classes de queijos. Esta típica lista de categorias de queijos é emprestada da escritora especialista em alimentos, Barbara Ensrud.

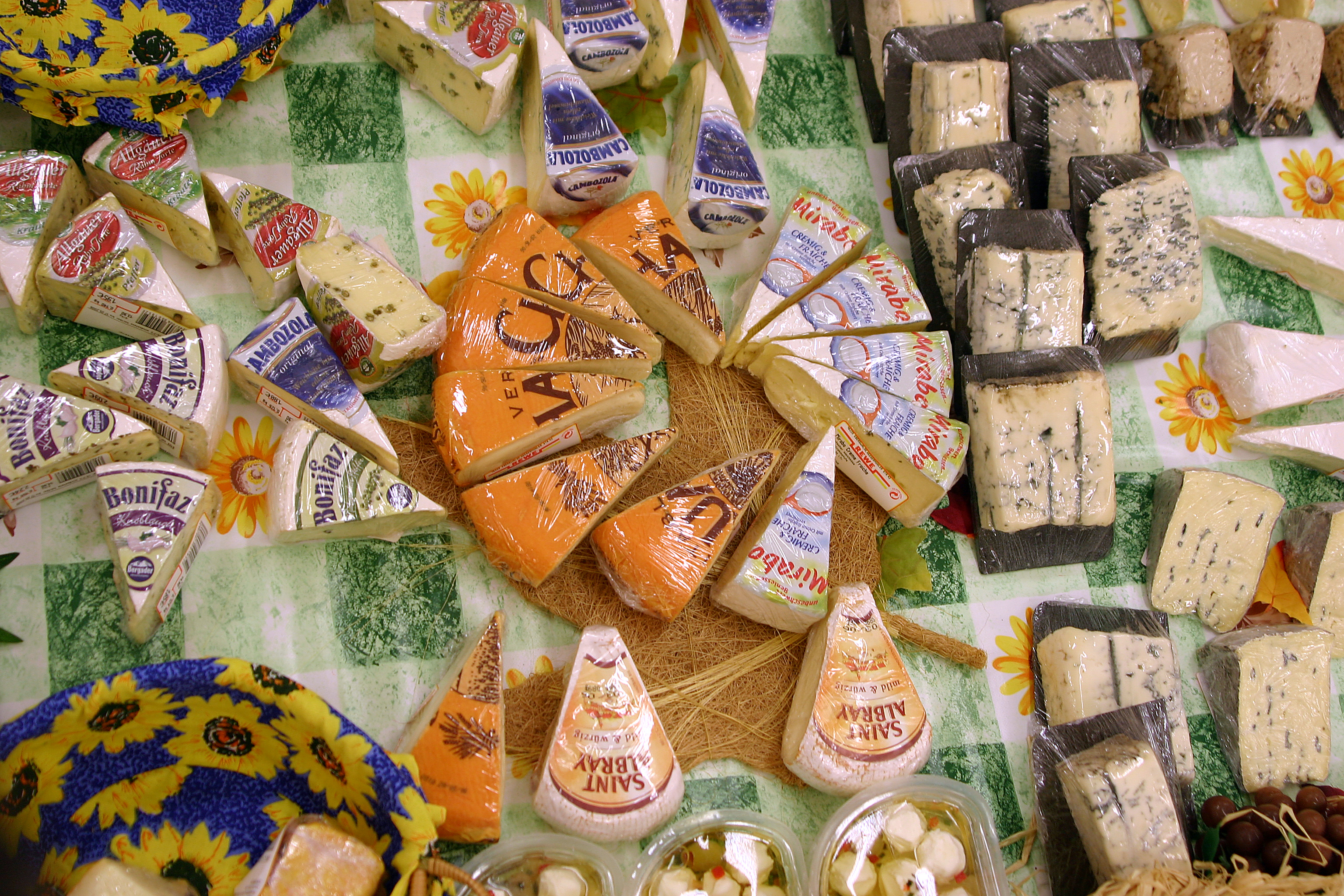
Variedade de queijos em um supermercado

- Fresco
- Soro de leite
- Pasta Filata
- Semimacio
- Semifirme
- Duro
- Creme duplo e triplo
- Curado mole
- Veio azul
- Cabra ou ovelha
- Aroma forte
- Fundido

#### Queijos frescos, soros e coalhada esticada

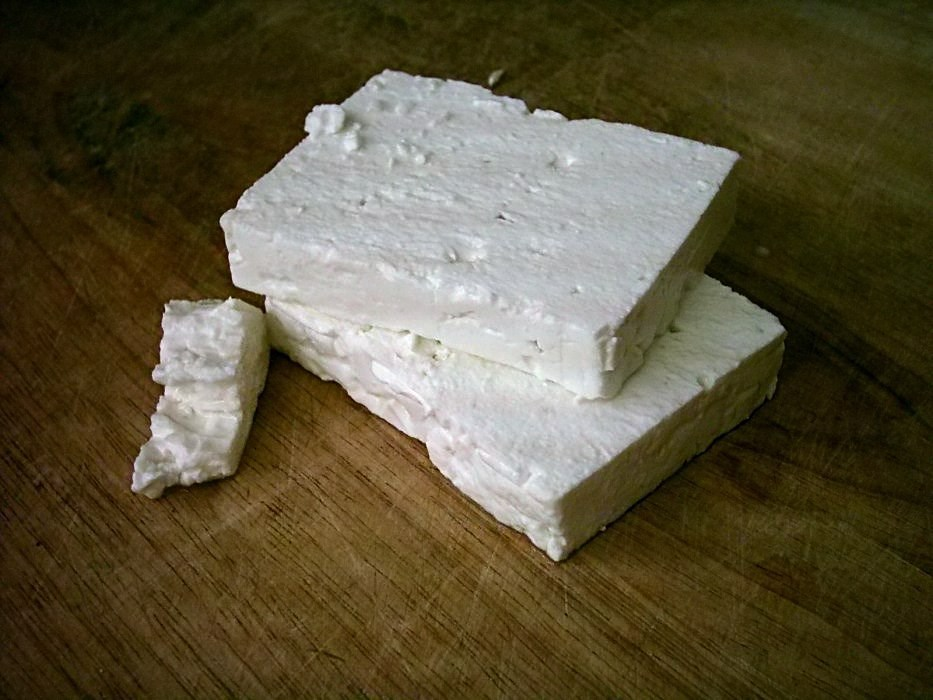
O Feta da Grécia.

O fator principal na categorização deste queijo é sua maturação. Os queijos frescos sem a adição de conservantes podem deteriorar-se em poucos dias.
Para esses queijos mais simples, o leite é coagulado e drenado, sem maiores transformações. Os exemplos são: o queijo Cottage, o Caş romeno, o Neufchâtel (o modelo para o cream cheese estilo americano), e o fresco chèvre de leite de cabra. Tais queijos são moles e espalham-se com facilidade, possuem sabor suave.
Queijos de soro são queijos frescos produzidos a partir do soro do leite descartado enquanto produz-se outros queijos. São exemplos: o provençal Brousse, o corso Brocciu, a Ricotta italiana, o Urda romeno, o Mizithra grego e o Geitost norueguês. O Brocciu é normalmente comido fresco, e é um dos principais ingredientes da culinária corsa, mas, ele pode também ser maturado.
Os tradicionais queijos Pasta Filata tais como a Mozzarella também fazem parte da categoria dos queijos frescos. A coalhada fresca é esticada e massageada em água quente até formar uma bola de Mozzarella, que no sul da Itália é normalmente consumido poucas horas após ser produzido. Acondicionado em salmoura, ele pode ser transportado e é conhecido no mundo todo por seu uso em pizzas. Outros queijos frescos firmes são: o paneer e o queijo fresco.

#### Queijos classificados pela textura

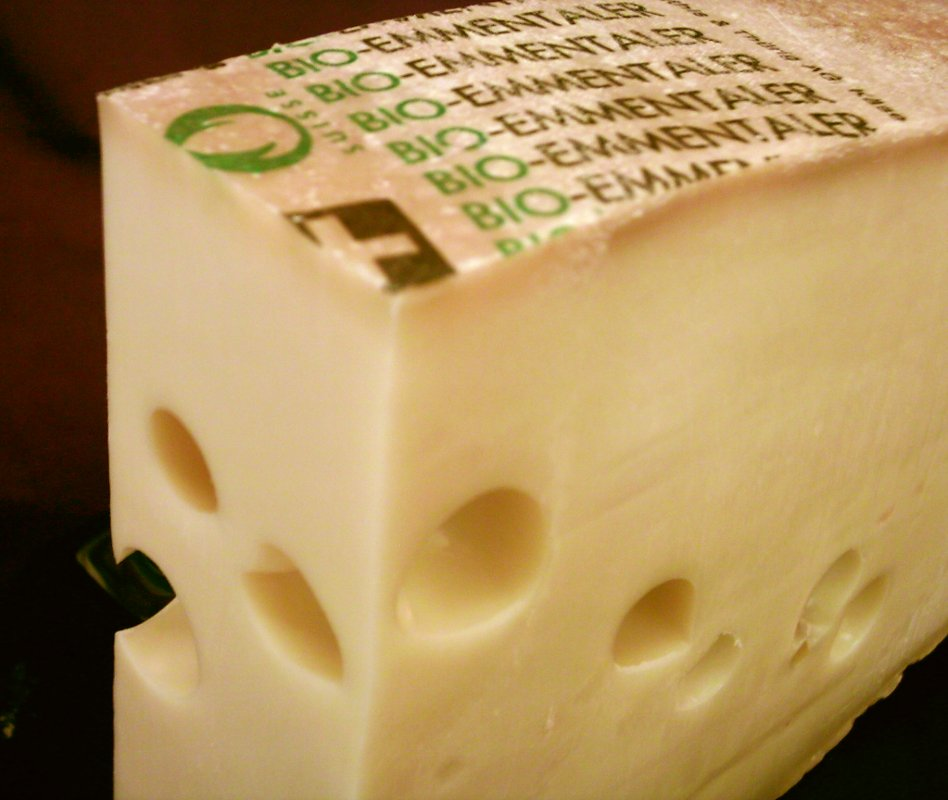
Emmentaler.

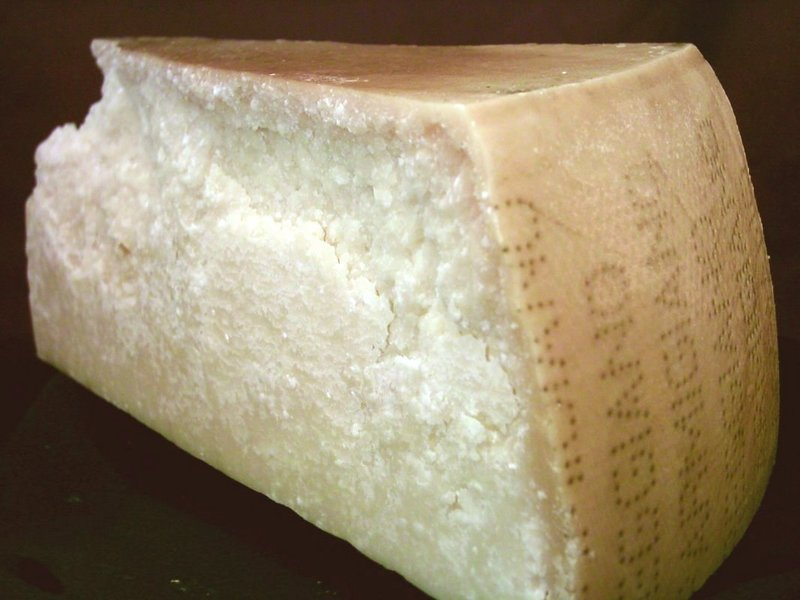
Parmigiano-reggiano.

Categorizar queijos pela firmeza é uma prática comum, porém, inexata. Os limites entre "macio", "semimacio", "semiduro" e "duro" são arbitrários, e muitos tipos de queijo são produzidos em variações mais macios ou mais firmes. O fator controlador da dureza de um queijo é o seu teor de umidade que depende da pressão com que ele é colocado nos moldes e do seu tempo de maturação.
Queijos semimacios e o subgrupo, queijos Monastério têm um teor alto de umidade e tendem a ter um sabor suave. Algumas variedades mais conhecidas são: Harvati, Munster e Port Salut.
Os queijos variam em textura do semimacio ao firme são: os queijos de estilo suíço como o Emmental e o Gruyère. A mesma bactéria que dá a tais queijos seus furos característicos, também contribui para o seu aroma e sabor acentuado. Outros queijos que variam do semimacio ao firme são: Gouda, Edam, Jarlsberg e Cantal. Os queijos deste tipo são ideais para a fusão e são usados em torradas para lanches rápidos.
Queijos mais duros têm um teor de umidade menor do que os queijos mais macios. Eles são geralmente colocados em moldes sob uma pressão maior e têm um tempo maior de amadurecimento. Os queijos que vão do semiduros ao duro são: o cheddar, originário da Garganta de Cheddar na Inglaterra mas, atualmente utilizado como um termo genérico para este estilo de queijo, cujas variedades são imitadas no mundo inteiro e são comercializados de acordo com seu tempo de maturação.
O cheddar é apenas um de uma família de queijos semiduros ou duros (incluindo o Cheshire e o Gloucester) cuja coalhada é cortada, levemente aquecida, amontoada e mexida antes de ser prensada nas formas. O Colby e o Monterey Jack são similares, mas, queijos de sabor mais suave; sua coalhada é enxaguada antes de ser prensada, eliminando alguma acidez e cálcio. Uma técnica semelhante de lavar a coalhada ocorre quando são produzidos os queijos neerlandeses Edam e Gouda.
Os queijos duros — "queijos para ralar" tais como o Parmesão e o Pecorino Romano — são firmemente embalados em grandes formas e amadurecem durante meses ou anos.

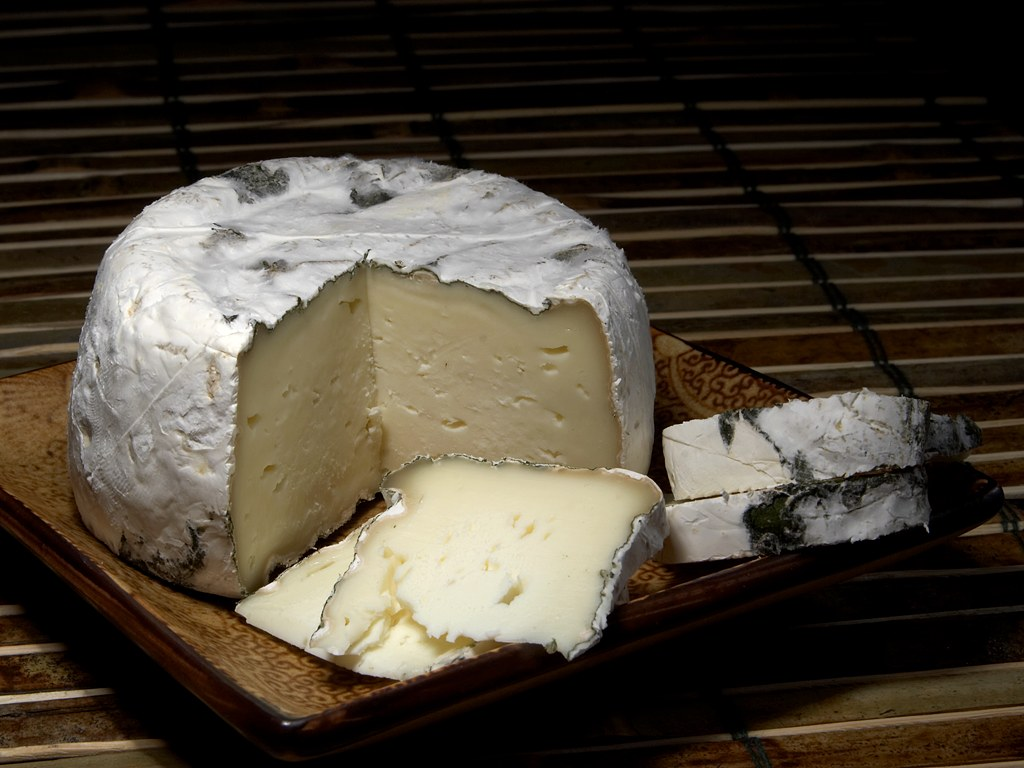
O queijo de leite de cabra St. Pat.

#### Queijos classificados pelo teor de gordura
Alguns queijos são categorizados pelo tipo de leite empregado na sua produção ou pelo teor de gordura de leite adicionada ao processo. Enquanto que a maioria dos queijos disponíveis comercialmente no mundo são produzidos a partir do leite de vaca, em muitas partes do mundo também produzem-se queijos do leite de cabras e ovelhas, os exemplos mais conhecidos são: o Roquefort, produzido na França, e o Pecorino Romano, produzido na Itália, a partir do leite de ovelhas. Uma fazenda na Suécia produz também queijo do leite de alce. Algumas vezes, queijos de um estilo similar podem ser produzidos a partir de vários tipos de leite, queijos do estilo Feta, por exemplo, são produzidos do leite de cabras na Grécia e do leite de ovelhas e vacas em outros lugares.
Queijos de creme duplo são queijos macios de leite de vaca que são enriquecidos com nata a fim de que seus teores de gordura cheguem a 60% ou, no caso dos cremes triplos, 75%.

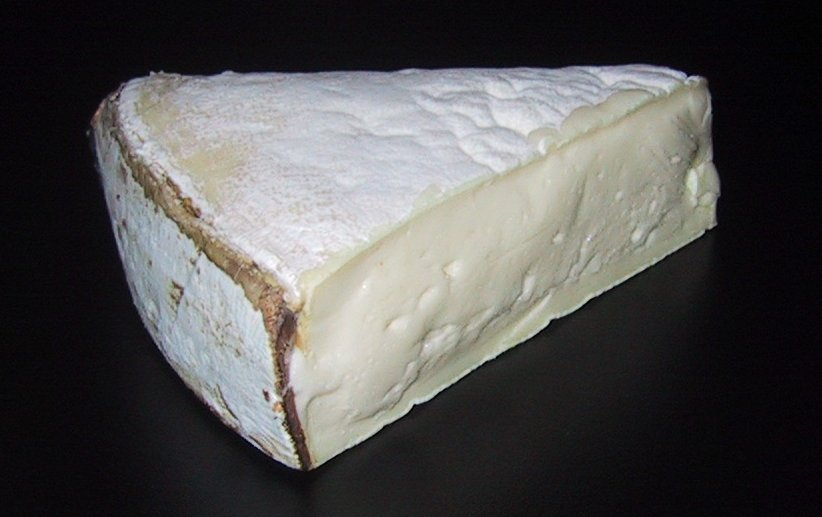
O queijo Vacherin du Haut-Doubs, um queijo francês com uma branca casca de bolor Penicillium.

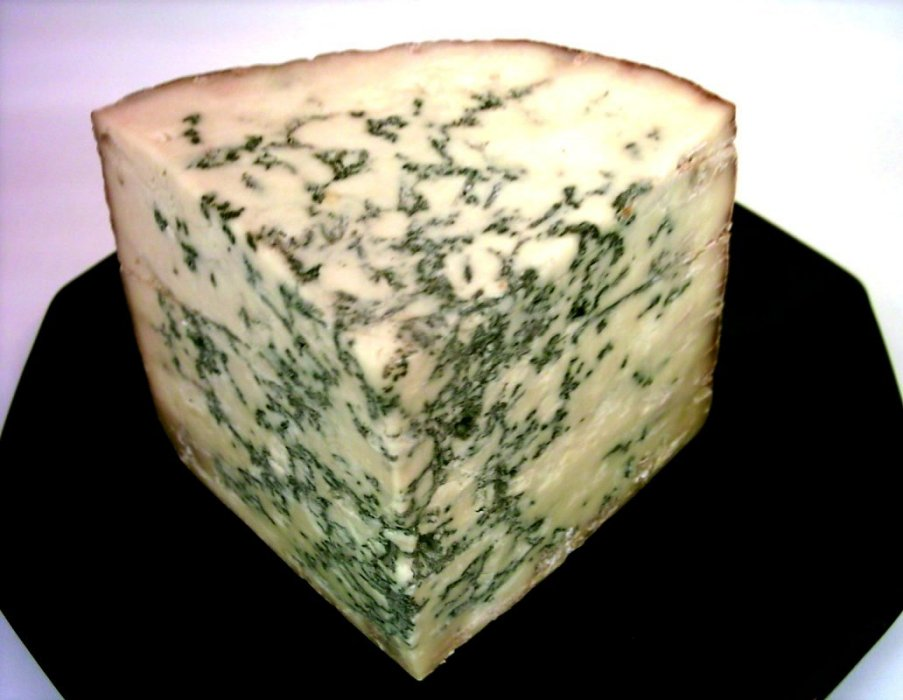
O Stilton da Inglaterra.

#### Queijos embolorados
Há três categorias principais de queijos em que a presença de bolor é uma característica significativa: queijos curados moles, de casca lavada e azuis.
Os queijos curados moles são aqueles que têm uma textura externa firme e de aparência muito branca, mas que amadurecem de fora para dentro pela exposição ao bolor. O bolor pode ser uma superfície aveludada de Penicillium candida ou de P. camemberti que forma uma crosta branca flexível e contribui para uma textura lisa e  viscosa, além de intensificar mais o sabor desses queijos amadurecidos. O Brie e o Camembert, o mais famoso desses queijos, são produzidos a partir do bolor branco que cresce na parte externa de um queijo macio por alguns dias ou semanas. Os queijos de leite de cabras são muitas vezes tratados de forma semelhante, por vezes com bolores brancos (Chèvre-Boîte) e outras vezes com o azul.
Os queijos de casca lavada são de característica macia e amadurecidos por dentro como aqueles de bolores brancos; contudo, eles são tratados de forma diferente. Os queijos de casca lavada são periodicamente curados em uma solução de água salgada (salmoura) e recebem outros agentes que podem ser: a cerveja, o vinho, o conhaque e especiarias, tornando suas superfícies receptivas a uma classe de bactéria Brevibacterium linens (o laranja-avermelhado da "bactéria da mancha") que empresta odores fortes e sabores distintos ao queijo. Os queijos de casca lavada podem ser macios (Limburger), semiduros (Munster), ou duros (Appenzeller). A mesma bactéria pode também ter algum impacto sobre os queijos que são simplesmente curados em condições de umidade muito alta, como o Camembert.
O chamado queijo azul é criado pela inoculação no queijo do fungo Penicillium roqueforti ou Penicillium glaucum. Isto é feito quando o queijo está ainda na forma de coalhada e sofrendo pouca pressão, posteriormente essa técnica pode ser intensificada ao colocar-se o bloco de queijo em uma atmosfera na qual o bolor é predominante. O bolor cresce dentro do queijo à medida que ele amadurece. Esses queijos têm distintos veios azuis que lhes dão o nome, e, muitas vezes, sabores característicos. Os bolores podem variar do verde pálido ao azul escuro, e podem vir acompanhados de bolores brancos e castanhos. Sua textura pode ser macia ou firme.
Alguns dos mais famosos queijos são deste tipo, cada um com sua própria e inconfundível cor, sabor, textura e aroma. Eles incluem o Roquefort, o Gorgonzola e o Stilton.

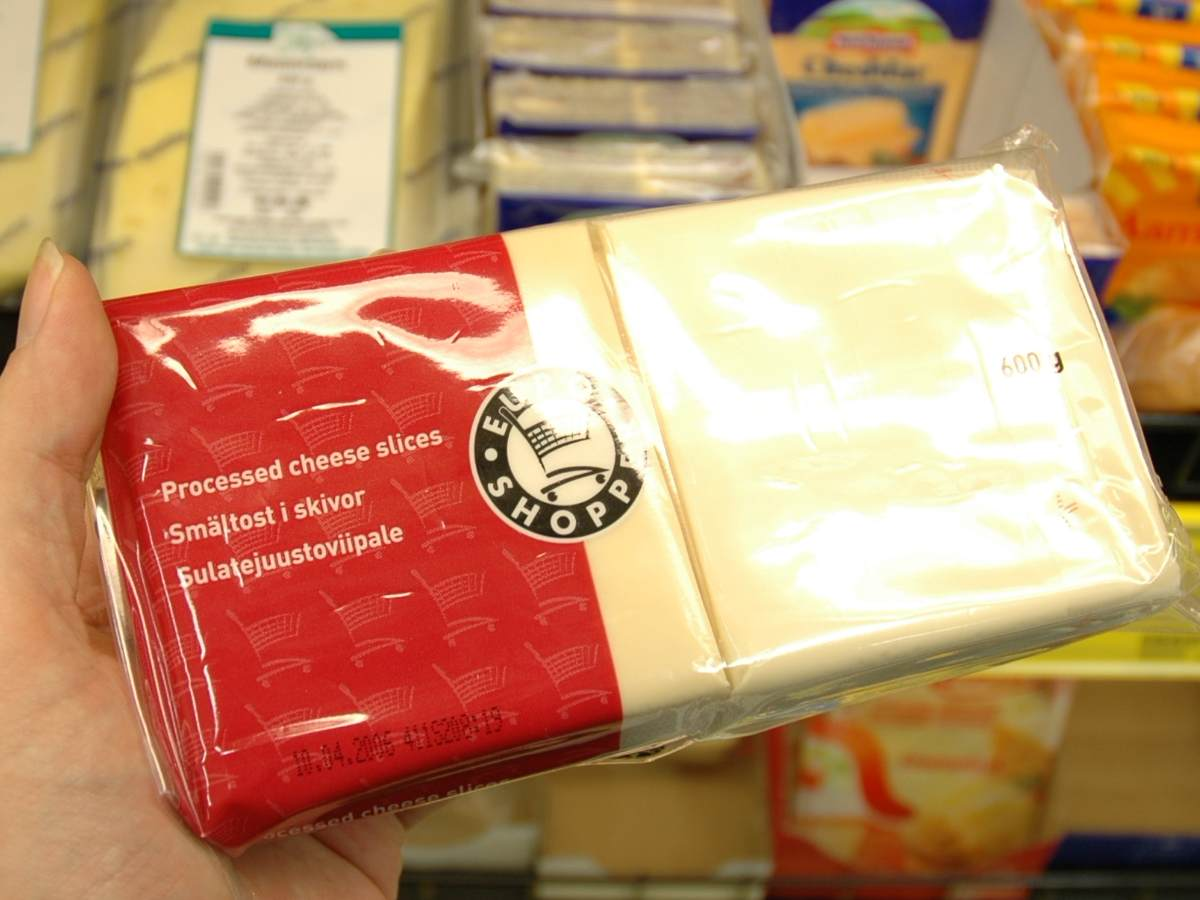
Queijo fundido.

#### Queijos fundidos
O queijo fundido é feito do queijo tradicional e sais emulsificantes, frequentemente com a adição de leite, mais sal, conservantes e corante alimentar. É barato, consistente e derrete facilmente. É vendido embalado em fatias ou inteiro, em uma grande variedade. Está também disponível em latas de spray. O queijo fundido é a categoria de queijo mais consumida nos Estados Unidos da América. No Brasil também é muito comum seu consumo, na forma de requeijões cremosos.

## Consumo e culinária
Na temperatura do refrigerador, a gordura de um pedaço de queijo é tão dura quanto uma manteiga endurecida, e sua estrutura protéica é também dura e rija. Os compostos do sabor e odor encontram mais dificuldade para serem liberados no frio. Para um melhor aproveitamento do sabor e textura, é sempre aconselhável que os queijos estejam na temperatura ambiente antes de serem consumidos. Se o queijo for aquecido entre 26 e 32 °C, as gorduras começam a "suar" com o queijo indo da textura macia até a líquida.

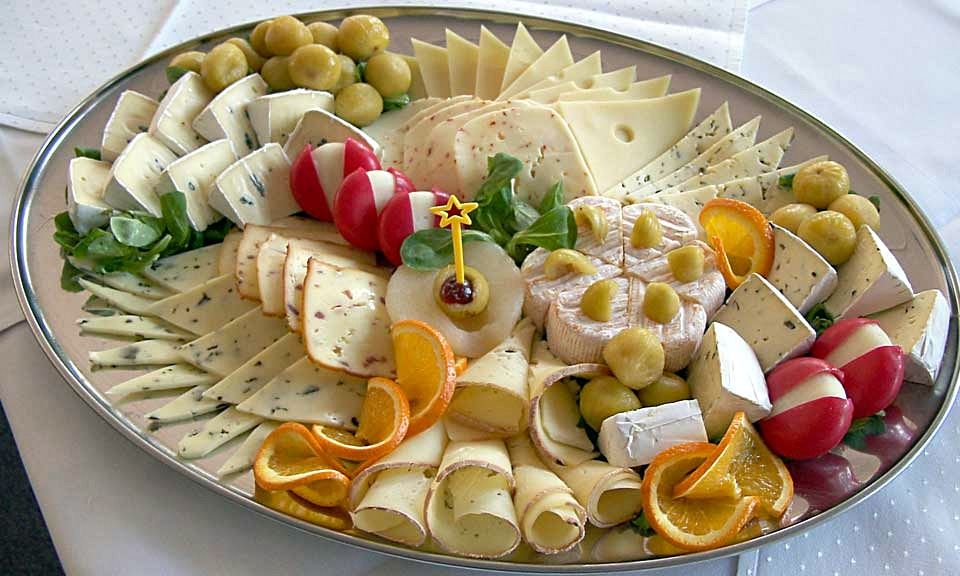
Um prato com muitos tipos de queijos

Em altas temperaturas, a maioria dos queijos derrete. Os queijos de coalho têm um gel como proteína matriz que é destruído pelo calor. Quando um número suficiente de ligações protéicas é quebrado, o queijo transforma-se de sólido em um líquido viscoso. Os queijos macios, com alto teor de bolor derretem à temperatura de 55 °C, enquanto que os duros, com baixo teor de bolor tal como o Parmesão, permanecem sólidos até chegarem perto dos 82 °C (180 °F). Os queijos ácidos, como o halloumi, paneer, alguns queijos de soro e muitas variedades do fresco queijo de cabra, têm uma estrutura protéica que permanece intacta em altas temperaturas. Quando cozidos, esses queijos ficam mais firmes com a evaporação da água.
Alguns queijos, como o raclette, derretem facilmente; muitos tendem a tornarem-se fibrosos ou sofrerem a separação de suas gorduras. Muitos desses queijos podem ser induzidos a derreterem facilmente na presença de ácidos ou amido. O fondue, com vinho produzindo a acidez é um bom exemplo de um prato com queijo derretido. As fibras elásticas são uma qualidade algumas vezes apreciada em pratos como a pizza e o Welsh rarebit. Mesmo um queijo derretido pode tornar-se sólido novamente, após suficiente umidade e tempo de cozimento. O ditado "você não pode derreter o queijo duas vezes" (significando "algumas coisas podem ser feitas apenas uma vez") refere-se ao fato que os óleos perdidos durante o processo do primeiro derretimento não permite que o queijo volte a solidificar-se novamente.
Caso a temperatura continue a subir, o queijo passa a ter uma coloração dourada e posteriormente queima-se.  Queijos gratinados, ligeiramente tostados têm um sabor particular e são frequentemente empregados na culinária (por exemplo, queijo ralado ou fatiado  colocado sobre os alimentos antes de irem ao forno para serem assados).

## Saúde e nutrição

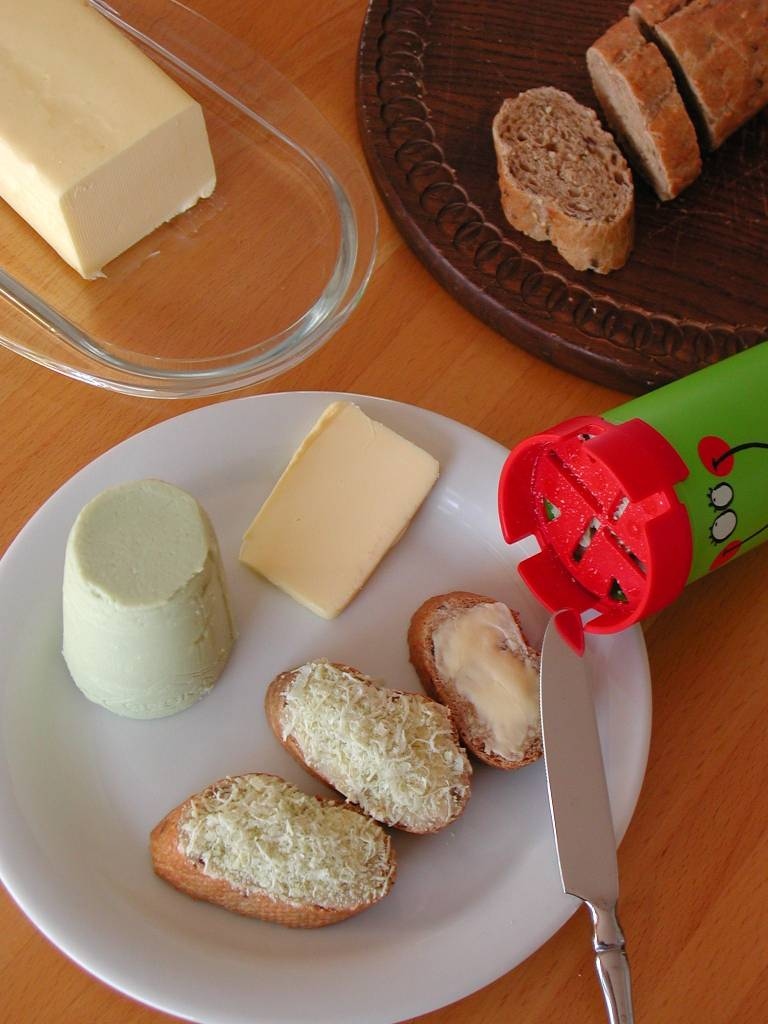
Zigerbrüt, queijo ralado colocado sobre o pão com o auxílio de um moedor especial, Suíça.

Em geral, o queijo fornece uma grande quantidade de cálcio, proteína e fósforo. Trinta gramas de queijo cheddar contém cerca de sete  gramas de proteína e 200 miligramas de cálcio. Nutricionalmente, o queijo é essencialmente leite concentrado, para as mesmas quantidades de proteína e cálcio são necessários 200 gramas e 150 gramas de leite, respectivamente.
O queijo potencialmente traz também algumas desvantagens nutricionais do leite. O Centro para a Ciência no Interesse Público descreve o queijo,  segundo dados estado-unidenses, como uma fonte de gordura saturada, acrescentando que a média de consumo anual de queijo nos Estados Unidos por pessoa, que era de 11 libras (5 kg) no ano de 1970, aumentou para 30 libras (13,6 kg) em 2000. A sua recomendação é para limitar o consumo semanal de gordura de queijo para  duas onças (60 gramas). Se atualmente o alto consumo de gordura saturada do queijo é considerado um aumento no risco de desenvolver doenças cardíacas, deve-se também levar-se em consideração o fato de que a França e a Grécia, que lideram o consumo mundial de queijo (mais de 14 onças (400 gramas) semanal por pessoa, ou mais de 45 libras (20 kg) por ano) têm ainda taxas relativamente baixas de doenças cardíacas. Esta aparente discrepância é chamada de paradoxo francês; as taxas mais altas de consumo de vinho tinto nesses países são frequentemente invocadas como, pelo menos, uma explicação parcial do fato.

## Malefícios
Estudos ainda mais recentes apontam o consumo de leite e derivados (queijos e manteigas), como um dos maiores agentes das epidemias de doenças psicossomáticas osteoporose (devido à pouca qualidade do cálcio e a baixa taxa de absorção do cálcio no organismo humano: em média apenas 32%), infarto (o cálcio se deposita nas artérias e não nos ossos, provocando calcificação e entupimento de artérias)[carece de fontes?] e vários tipos de câncer (mama, próstata, entre outros), devido ao IGF-I; uma das conseqüências mais preocupantes do hormônio de crescimento bovino é que ele aumenta os níveis de um poderoso hormônio de crescimento, o IGF-I. O IGF-I é um fator chave no crescimento e proliferação do câncer.
Alguns estudos mostram que queijos do tipo Cheddar, Mozzarella, suíço e americano podem ajudar a prevenir o aparecimento de cáries. Vários mecanismos para essa proteção, foram propostos:
- O cálcio, proteínas e fósforo do queijo podem agir na proteção do esmalte dentário;
- O queijo aumenta a salivação, livrando os dentes de ácidos e açúcares;
- O queijo pode ter um efeito antibacteriano na boca.

### Controvérsia

#### Efeito sobre o sono
Um estudo do British Cheese Board em 2005 para determinar os efeitos do queijo sobre o sono descobriu que, ao contrário da ideia de que o queijo normalmente causa pesadelos, seu efeito sobre o sono foi positivo. A maioria das duzentas pessoas testadas durante duas semanas alegou resultados benéficos do consumo de queijos antes de ir para a cama, o queijo proporciona bom sono. Seis tipos de queijos foram testados e as conclusões foram de que os sonhos produzidos eram específicos para cada tipo de queijo. Nada foi encontrado que induzisse a pesadelos. Contudo, todos os seis tipos de queijos eram britânicos. Os resultados podem ser totalmente diferentes se uma vasta gama de queijos forem testados. O queijo contém triptofano, um aminoácido que foi encontrado para aliviar a tensão e induzir o sono.

#### Opiáceo
O queijo é produzido com caseína, uma substância que, quando digerida pelo homem divide-se em vários compostos químicos, incluindo a casomorfina, um opiáceo. O queijo é (e em menor grau outros produtos lácteos) por isso, suspeito por alguns de desempenhar um papel nas desordens comportamentais entre as crianças, especialmente no que diz respeito ao autismo.
Há mesmo até aqueles que chegam a promover a dieta alimentar livre de caseína para todos. É também uma das razões citadas por alguns veganos para que sejam evitados produtos lácteos bem como carnes.

#### Lactose
O queijo é geralmente evitado por aqueles que são intolerantes à lactose, mas queijos curados como o cheddar contêm apenas cerca de 5% de lactose encontrada em todo o leite, e queijos maturados contêm quase nenhuma. Algumas pessoas sofrem reações devido às aminas encontradas no queijo, particularmente da histamina e da tiramina. Alguns queijos maturados contêm concentrações significativas dessas aminas, que podem desencadear os sintomas de reação alérgica: dores de cabeça, erupções cutâneas, e elevação da pressão sangüínea.

#### Pasteurização

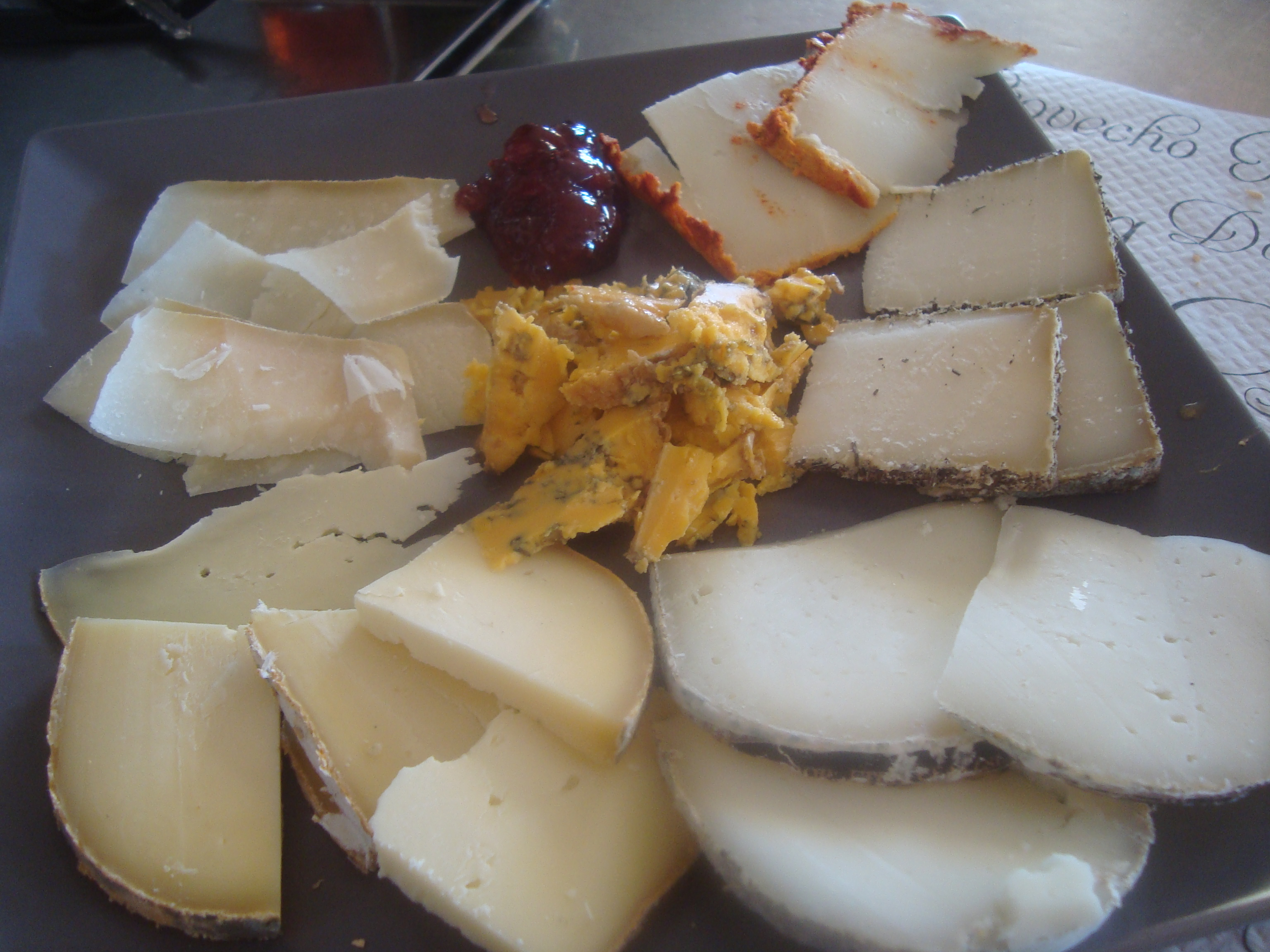
Tábua de queijos

Certo número de agências de segurança alimentar em todo o mundo tem advertido sobre os riscos do consumo de queijos produzidos com leite cru. O Food and Drug Administration dos Estados Unidos da América afirma que queijos macios de leite cru podem causar "graves doenças infecciosas, incluindo a listeriose, a brucelose, a salmonelose e a tuberculose". Existe uma lei nos Estados Unidos desde 1944, que todos os queijos produzidos com leite cru (incluindo os importados desde 1951) devem amadurecer pelo menos por 60 dias antes de serem consumidos. A Austrália tem uma ampla proibição para os queijos produzidos com o leite cru, embora nos últimos anos tenham sido feitas concessões para os suíços Gruyère, Emmental e Sbrinz e para o francês Roquefort.
A pasteurização obrigatória imposta pelo governo americano é controversa. Alguns dizem que estas preocupações são exageradas, salientando que a pasteurização do leite usado na produção do queijo não é totalmente segura.
Isto é sustentado por estatísticas que mostram que na Europa (onde o consumo de queijos recém produzidos com o leite cru ainda é permitido em alguns países), a maioria dos incidentes de intoxicação alimentar relacionados a queijos está ligada a queijos pasteurizados.
Mulheres grávidas podem ter um risco adicional com o queijo; os Centros de Controles de Doenças dos Estados Unidos da América  têm alertado às mulheres grávidas para o risco de comerem queijos macios curados e de veios azuis, devido à listeria, que pode causar aborto ou danos ao feto durante o parto.

## Produção e consumo mundial
Mundialmente, o queijo é um dos principais produtos agrícolas. De acordo com a Organização das Nações Unidas para a Alimentação e a Agricultura, mais de 18 milhões de toneladas de queijo foram produzidas mundialmente em 2004. Isso é mais do que a produção anual de grãos de café e cacau, e de folhas de chá e tabaco juntas. Os maiores produtores de queijo são os Estados Unidos, que representam 30% da produção mundial, seguidos pela Alemanha e França.
| Maiores Produtores de Queijo - 2014 (1 000 toneladas) | Maiores Produtores de Queijo - 2014 (1 000 toneladas) |
| ----------------------------------------------------- | ----------------------------------------------------- |
| Estados Unidos                                        | 5 194                                                 |
| França                                                | 1 984                                                 |
| Alemanha                                              | 1 892                                                 |
| Itália                                                | 1 176                                                 |
| Países Baixos                                         | 771                                                   |
| Rússia                                                | 760                                                   |
| Polónia                                               | 743                                                   |
| Brasil                                                | 736                                                   |
| Egito                                                 | 639                                                   |
| Turquia                                               | 631                                                   |

O maior exportador de queijo, por valor monetário, é a França; o segundo, a Alemanha (embora ela seja a primeiro em quantidade). Dentre os dez maiores exportadores, apenas a Irlanda, a Nova Zelândia, os Países Baixos e a Austrália têm uma produção de queijo que é orientada principalmente para a exportação: respectivamente 95 por cento, 90 por cento, 72 por cento e 65 por cento de sua produção de queijo é exportada. Apenas 30 por cento da produção francesa, a maior exportadora mundial, é exportado. Os Estados Unidos, os maiores produtores mundiais de queijo, são exportadores marginais, já que a maioria de sua produção é para o mercado interno.
| Maiores Exportadores de Queijo (apenas leite de vaca) - 2004 (valor em 1 000 US$) | Maiores Exportadores de Queijo (apenas leite de vaca) - 2004 (valor em 1 000 US$) |
| --------------------------------------------------------------------------------- | --------------------------------------------------------------------------------- |
| França                                                                            | 2 658,441                                                                         |
| Alemanha                                                                          | 2 416,973                                                                         |
| Países Baixos                                                                     | 2 099,353                                                                         |
| Itália                                                                            | 1 253,580                                                                         |
| Dinamarca                                                                         | 1 122,761                                                                         |
| Austrália                                                                         | 643,575                                                                           |
| Nova Zelândia                                                                     | 631,963                                                                           |
| Bélgica                                                                           | 567,590                                                                           |
| Irlanda                                                                           | 445,240                                                                           |
| Reino Unido                                                                       | 374,156                                                                           |

A Alemanha é a maior importadora de queijo, logo após vem o Reino Unido em segundo e a Itália em terceiro.
| Maiores Consumidores de Queijo - 2003 (quilogramas por pessoa por ano) | Maiores Consumidores de Queijo - 2003 (quilogramas por pessoa por ano) |
| ---------------------------------------------------------------------- | ---------------------------------------------------------------------- |
| Grécia                                                                 | 27,3                                                                   |
| França                                                                 | 24,0                                                                   |
| Itália                                                                 | 22,9                                                                   |
| Suíça                                                                  | 20,6                                                                   |
| Alemanha                                                               | 20,2                                                                   |
| Países Baixos                                                          | 19,9                                                                   |
| Áustria                                                                | 19,5                                                                   |
| Suécia                                                                 | 17,9                                                                   |

A Grécia é a maior consumidora (per capita) mundial de queijo, com 27,3 kg. (O Feta contribui com três quartos deste consumo.) A França é a segunda maior consumidora de queijo, com 24 kg por habitante. O Emmental (usado principalmente como ingrediente na culinária) e o Camembert são os queijos mais comuns da França A Itália é a terceira maior consumidora por pessoa com 22,9 kg. Nos Estados Unidos, o consumo de queijo está crescendo rapidamente e quase que triplicou entre 1970 e 2003. O consumo por pessoa alcançou em 2003, 14,1 kg (31 libras). O Fior di latte (popularmente conhecido como muçarela) é o queijo preferido da América e representa cerca de um terço de seu consumo, principalmente devido ele ser um dos principais ingredientes da pizza.

## Aspectos culturais

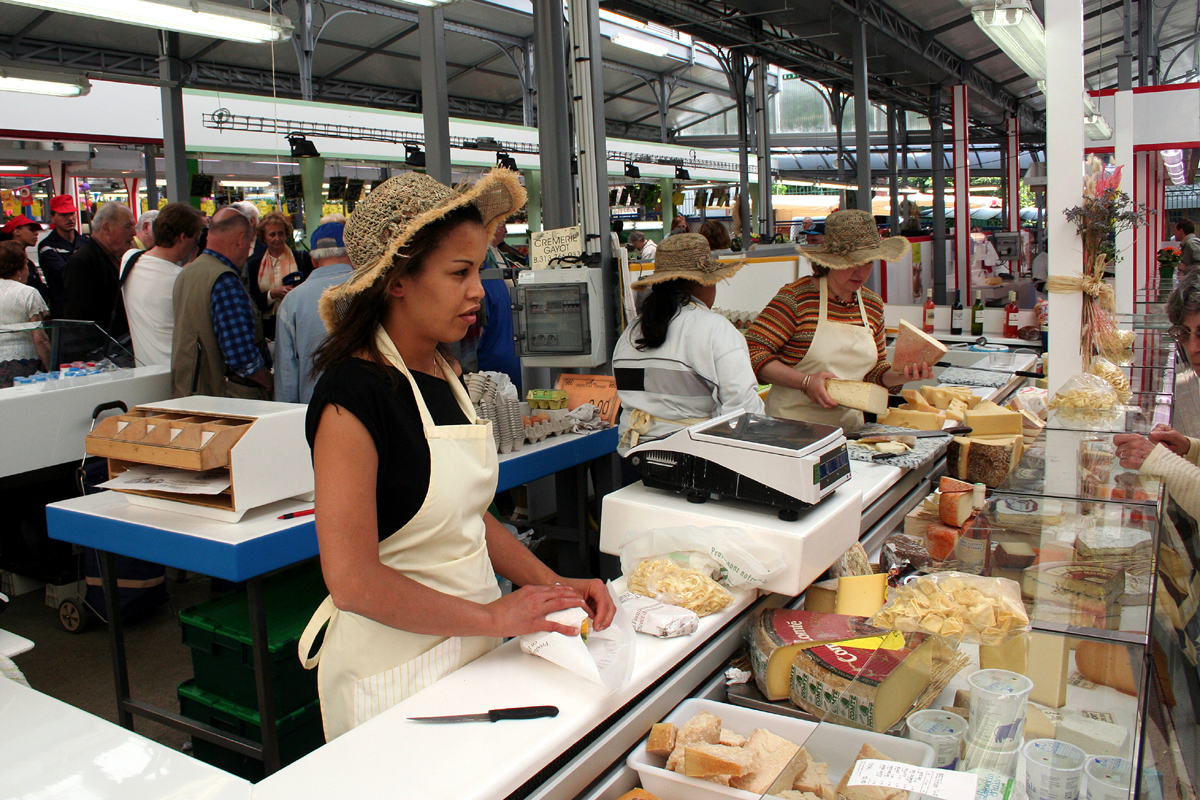
Uma vendedora de queijo em um mercado francês.

Apesar do queijo ser uma fonte vital de nutrição em muitas regiões do mundo e ser muito consumido em outras, seu uso como produto nutricional não é universal. O queijo é raramente encontrado nos pratos da culinária da Ásia Oriental, uma vez que produtos lácteos, em geral, são raros. Porém, o sentimento da Ásia Oriental contra o queijo não é universal; o queijo produzido a partir do leite de iaque (chhurpi) ou égua é comum nas estepes asiáticas; o prato nacional do Butão, ema datsi, é feito a partir do queijo caseiro e pimenta e o queijo da província chinesa de Yunnan é produzido por várias minorias de grupos étnicos pela adição de água e vinagre de arroz ao leite de búfala. O consumo de queijo na China está aumentando, com vendas anuais mais do que dobrando de 1996 a 2003 (apesar de ainda inferiores a 30 milhões de dólares por ano). Certos tipos de conservas chinesas de tofu são algumas vezes erroneamente chamadas de "queijo chinês", na Inglaterra, e de "queijo de soja" no Brasil e em Portugal, devido a sua textura e sabor forte.
Os seguidores mais rigorosos das leis dietéticas do Islamismo e Judaísmo devem evitar queijos produzidos com a coalhada do leite de animais que não foram mortos de acordo com o especificado nas leis do halal ou cashrut. As duas fés permitem o queijo produzido com a coalhada com base em vegetais ou com a coalhada feita a partir de animais que foram processados em uma forma halal ou kosher. Muitos judeus menos ortodoxos também acreditam que a coalhada passa por uma suficiente transformação que altera totalmente a sua natureza, e não consideram que ela viole qualquer lei kosher. De todo o modo, ao ser considerado como um alimento primário, nunca pode ser consumido, por um judeu, combinado com carne.
Muitos vegetarianos evitam qualquer queijo feito a partir da coalhada de origem animal. Os queijos vegetarianos mais facilmente encontrados são produzidos utilizando a coalhada produzida pela fermentação do fungo Mucor miehei. Os vegetarianos que não consomem produtos lácteos, não comem qualquer tipo de queijo real, porém, os substituem por queijos à base de alguns vegetais (geralmente da soja e da amendoeira).
Mesmo nas culturas com longa tradição em queijos, não é incomum encontrar pessoas que considerem queijos - especialmente os de odores fortes ou de variedades com bolores, tais como o Limburger ou Roquefort - como inapetitosos, desagradáveis, ou repugnantes. O escritor de ciência da alimentação Harold McGee sustenta que o queijo adquire tal sabor porque é produzido através de um processo de decomposição controlado e muitas moléculas do odor e aroma em um queijo amadurecido são as mesmas encontradas em alimentos estragados. Ele observa, "Uma aversão ao odor de deterioração tem o óbvio valor biológico de afastar-nos de possíveis alimentos tóxicos, por isso, não é surpresa que um alimento de origem animal que exale cheiro de sapatos e chão de estábulo provoque em algumas pessoas a mesma reação". Por fim, há queijos que são tradicionais mas em função de questões sanitárias, foram postos na ilegalidade, tal como o casu marzu, uma espécie de pecorino cujo amadurecimento se dá após a inserção ou a ovoposição de larvas da mosca-do-queijo, que lhe dão um sabor característico, mas podem provocar doenças gastrointestinais e até mesmo tornarem o queijo tóxico se já mortas. Entretanto, estes últimos casos são muito restritos.

## Brasil
O Queijo de minas (ou "Queijo minas" como é popularmente chamado), diz respeito a todo e qualquer queijo produzido em Minas Gerais, independente de local ou processo de cura. Por outro lado, em alguns estados do Brasil o nome se tornou sinônimo do queijo frescal, ou queijo branco, como é conhecido em alguns lugares do país. Nesse caso, o queijo minas corresponde ao queijo fresco, com pouco tempo de cura e ainda no processo de dessoração (perda de líquido). O uso do nome queijo minas para certos tipos de queijo se deu pelo fato histórico de que Minas Gerais sempre foi o mais tradicional produtor de laticínios do país. Já o queijo Serro refere-se a um tipo de queijo desenvolvido muito comum na região da cidade de Serro (Minas Gerais).